# 大埔 (苗栗縣苑裡鎮)
大埔，是臺灣苗栗縣苑裡鎮的一個傳統地域名稱，位於該鎮東北部。相較於今日行政區，其範圍大致包括山腳里北半部、蕉埔里西北半部。

## 歷史
台灣清治末期至日治初期，大埔地區為一街庄，稱為「大埔庄」，隸屬於苗栗二堡。該庄北與苑裡坑庄、大坪頂庄為鄰，東與福興庄、芎蕉坑庄為鄰，南邊為石頭坑庄，西南邊為山腳庄，西邊為舊社庄、田藔庄。
1901年（日治明治三十四年）11月，該庄隸屬於苗栗廳。1909年（明治四十二年）10月，改隸屬於新竹廳。1920年（大正九年），該庄改制為「大埔」大字，隸屬於新竹州苗栗郡苑裡庄，大字下有「大埔」、「青埔」小字名。1943年，苑裡庄升格為苑裡街。
戰後苑裡街改制為苑裡鎮，隸屬於苗栗縣，大字亦改制為里。

## 交通
國道3號又稱「福爾摩沙高速公路」，是貫穿台灣西部的兩條縱向高速公路之一，大致以北北東—南南西走向經過大埔地區西北角。境內未設交流道，較近的為南邊縣道140號交會口的苑裡交流道，由此可快速前往台灣西部各地。
縣道121號是通霄至日南的道路，也是大致以北北東—南南西走向蜿蜒經過本地區西部，向北可繞經山區前往通霄，向南可前往舊社、日南，最終與省道台1線會合。
縣道130號是苑裡至大湖八份的道路，大致以西北—東南走向蜿蜒經過本地區中南部，向西北可前往苑裡市區，向東南可前往三義、大湖八份連接省道台3線。

## 學校
- 蕉埔國小